# 2000 KK4
2000 KK4, também escrito como 2000 KK4, é um objeto transnetuniano (TNO) que está localizado no cinturão de Kuiper, uma região do Sistema Solar. Este objeto é classificado como um cubewano. Ele possui uma magnitude absoluta de 6,1 e tem um diâmetro estimado com cerca de 265 km. O astrônomo Mike Brown lista este corpo celeste em sua página na internet como um candidato a possível planeta anão.

## Descoberta
2000 KK4 foi descoberto no dia 26 de maio de 2000 pelos astrônomos M. J. Holman, B. Gladman e J. J. Kavelaars.

## Órbita
A órbita de 2000 KK4 tem uma excentricidade de 0,083 e possui um semieixo maior de 41,284 UA. O seu periélio leva o mesmo a uma distância de 37,840 UA em relação ao Sol e seu afélio a 44,728 UA.